# Die Lehrerin (2011)
Die Lehrerin ist ein deutsches Fernseh-Drama aus dem Jahr 2011.

## Handlung
Nach den Sommerferien beginnt in einer deutschen Kleinstadt an der Theodor-Fontane-Realschule wieder der Unterricht. Die Biologielehrerin Andrea Liebnitz hat ihr Kündigungsschreiben mitgebracht. Nach fünfzehn Jahren fühlt sie sich ausgebrannt und möchte ihre Stelle als Lehrerin kündigen. Im Treppenhaus der Schule erzählt sie es ihrer Freundin Katja, die ebenfalls Lehrerin an der Schule ist. Die junge, lebenslustige und unkonventionelle Lehrerin möchte Andrea in der Mittagspause umstimmen und bittet sie, mit der Kündigung noch zu warten. Katja hat einen Plattenspieler unter dem Arm, denn sie will ihrer Klasse Songs von Janis Joplin vorspielen. Eigentlich steht ihre Klasse erst in der fünften Stunde bei ihr auf dem Plan; in der ersten Stunde ist Biologieunterricht bei Andrea vorgesehen. Aber damit Katja den Plattenspieler nicht weiter herumschleppen muss, tauschen die beiden Lehrerinnen die Klassen für die erste und die fünfte Stunde.
Der Unterricht hat gerade begonnen, als Andrea einen Knall hört. Sie schaut ins Treppenhaus, auch die anderen Lehrkräfte kommen aus den Türen. In Katjas Klasse sind Schreie zu hören. Dann noch ein Schuss. Kinder drängen in Panik aus dem Klassenzimmer. Andrea erkennt den Schüler Justin, der eine Pistole in der Hand hat. Sie dreht sich auf der Treppe um und drängt die Schüler, die ihr gefolgt sind, nach oben. Nachdem sie sich im Klassenzimmer verbarrikadiert haben, alarmiert Andrea die Polizei. Ein Großaufgebot schwer bewaffneter Polizisten verhaftet den Täter und räumt die Schule. Katja wurde von einem Schuss getroffen, sodass man sie ins Krankenhaus bringt. Dort liegt sie im Koma.
Einige Tage nach dem Amoklauf hält die überforderte Schulleiterin Conny Peschke eine Lehrerkonferenz ab, bei der sie Herrn Weininger vorstellt, den Chef einer Gruppe von Psychologen, die sich um Lehrer, Schüler und Eltern kümmern werden. Da niemand so recht weiß, wie es weitergehen soll, schlägt Conny Peschke vor, Katjas Klasse aufzuteilen, sieht aber rasch ein, dass das für die traumatisierten Schülerinnen und Schüler nicht gut wäre. Andrea, die ihr Kündigungsschreiben noch nicht abgegeben hat, soll die Klasse kommissarisch übernehmen. Widerstrebend erklärt sie sich damit einverstanden. Sie glaubt, es Katja schuldig zu sein. Entsetzte und zugleich ratlose Eltern greifen die Schulleiterin und die Lehrer mit Vorwürfen an. Aufgebracht setzt Andrea sich zur Wehr. Jeden Tag sitzt sie bei Katja am Krankenbett. Die Ärztin ermutigt sie, der Patientin von den Erlebnissen in der Schule zu berichten, auch wenn Katja nicht erkennbar darauf reagiert. Andrea überredet die Schulleiterin, ihr ein Stück des Parkplatzes zu überlassen, damit sie mit Katjas Klasse einen Schulgarten anlegen kann. Damit verwirklicht sie eine Idee, von der Katja ihr erzählt hatte. Allmählich gewinnt die Lehrerin das Vertrauen der Schülerinnen und Schüler. Sie erfährt von dem Klassenverhältnis und den Hintergründen des Amoklaufes. Außerdem wird ihr erzählt, dass Justin beim Amoklauf nicht auf die Lehrerin schoss, sondern auf seinen Peiniger Nico. Katja warf sich dazwischen. Durch das gegenseitige Vertrauen schafft es Andrea, den Schülern Ratschläge zu geben und ihnen zu helfen, mit dieser Situation umzugehen.
Bei ihren Monologen am Krankenbett stellt Andrea sich immer wieder vor, dass Katja die Augen öffnet und mit ihr redet. Sie glaubt, Katja werde eines Tages wieder aus dem Koma erwachen. Als sie dann unvermittelt vor dem leeren Bett steht und die Ärztin ihr mitteilt, dass Katja gestorben ist, kann sie es kaum fassen. Zu Hause schluckt sie eine Handvoll Schlaftabletten. Dem Psychologen Weininger ist nicht entgangen, dass Andrea die Realität zum Teil verdrängte. Gerade noch rechtzeitig drückt er die Türe ein und rettet Andrea. Nachdem sie sich von dem Selbstmordversuch erholt hat, bringt er sie in ein Erholungsheim am Meer und kümmert sich dort um sie. Nach einigen Wochen kommt Andrea mit neuem Lebensmut an die Schule zurück. Das Kündigungsschreiben hat sie zerrissen und weggeworfen.

## Ausstrahlung
Der Film wurde erstmals am 26. August 2011 auf Arte und am 23. Januar 2012 im ZDF ausgestrahlt.

## Kritik
„In dem TV-Drama ‚Die Lehrerin‘ zückt ein gemobbter Schüler das Gewehr – und eine Pädagogin muss nach dem Amoklauf mit den Folgen leben. Weil Schauspielerin Anna Loos das so still und mit viel Gespür für ihre Heldin tut, erlebt man höchste Fernsehkunst.“

„‚Die Lehrerin‘ ist nicht nur wegen der Besetzung ein besonderer Film – sondern auch, weil er sich einfacher Antworten völlig enthält.“

„Gut beobachtet, klasse gespielt und bewegend“

„Uneinheitlich inszeniertes (Fernseh-)Drama um Trauerarbeit, Schuld und Verantwortung, in dem Zustände an Schulen überhöht werden, um allgemeingültige gesellschaftliche Missstände und den Hang zu gewalttätigen Konfliktlösungen anzusprechen, was aber nur in einigen höchst intensiven Momenten überzeugend gelingt.“

„Regisseur Tim Trageser schildert in seinem Psychodrama eindrucksvoll, wie eine junge Frau an ihrem Berufsleben zu zerbrechen droht, dann aber erst durch ein schreckliches Verbrechen zurücks ins Leben – und in den Beruf – findet. Anna Loos spielt wieder einmal kraftvoll und überzeugend die Lehrerin Drea, Meret Becker gibt in einem ihrer seltenen TV-Auftritte die Kollegin und Freundin.“

## Rezeption
Der Film inspirierte Alissa Walser zu der Erzählung Gebrauchsanweisung.